# A.S.A.P. (Bardot)
A.S.A.P. è un singolo del gruppo musicale pop australiano Bardot, pubblicato il 16 luglio 2001 dall'etichetta discografica WEA e primo estratto dal secondo album del gruppo, Play It Like That.
La canzone è stata scritta da John McLaughlin, Henrik Jonback e Fredrik Ödesjö e prodotta da questi ultimi, e ha riscosso successo in Australia.

## Tracce
CD-Single (WEA 40330 (Warner)
1. A.S.A.P. - 3:45
2. A.S.A.P. (Studio 347 Dance Radio Edit) - 3:27
3. A.S.A.P. (Studio 347 R'N'B Mix)
4. A.S.A.P. (Studio 347 House Mix Extended)

## Classifiche
| Classifica (2001) | Posizione raggiunta |
| ----------------- | ------------------- |
| Australia         | 5                   |